# Народно читалище „Св. Пантелеймон – 1909“
Народно читалище „Св. Пантелеймон – 1909“ е читалище в село Паталеница, област Пазарджик.
Читалището е създадено през 1909 г. Сградата му е построена през 2016 г. Тя е едноетажна обща площ 533 m2, включваща зала със 120 места, а в сутерена е разположена читалищната библиотека. Към читалището действат танцова формация „Тракийка“ и женска фолклорна група.

## Експонати на читалищната колекция
- Традиционни носии от Паталеница изложени в музея към читалището
- Традиционни носии от Паталеница изложени в музея към читалището
- Етнографска експозиция към музея на читалището